# Tân Hòa, Thanh Bình
Tân Hoà là một xã thuộc huyện Thanh Bình, tỉnh Đồng Tháp, Việt Nam.

## Địa lý
Xã Tân Hòa nằm ở phía tây huyện Thanh Bình, có vị trí địa lý:
- Phía đông giáp xã Tân Quới
- Phía tây giáp tỉnh An Giang
- Phía nam giáp xã Tân Huề
- Phía bắc giáp huyện Hồng Ngự.

Xã có diện tích 15;km², dân số năm 2010 là 13.000 người, mật độ dân số đạt 807 người/km².

## Lịch sử
Quyết định 11-HĐBT ngày 19 tháng 02 năm 1983 của Hội đồng Bộ trưởng, chia xã Tân Huề thành hai xã lấy tên là xã Tân Huề và xã Tân Hoà.
Quyết định 13-HĐBT ngày 23 tháng 02 năm 1983 của Hội đồng Bộ trưởng, xã Tân Hoà thuộc huyện Thanh Bình.